# Из жизни насекомых
Из жизни насекомых — аллегорическая пьеса-драма о жизни насекомых — одно из совместных произведений братьев Чапек: Карела Чапека и Йозефа Чапека. Впервые пьеса была опубликована в 1922 году .
В этой трехактной комедии авторы критически отразили современное общество, в котором все отношения определяют корыстные интересы.
По словам Марека Ваха, братья Чапек, вероятно, были вдохновлены работами энтомолога и доэтолога Жана-Анри Фабра.
Интересно также, что эту драму позже переработал ирландский писатель Фланн О’Брайен.
Исследователи считают, что за основу романа Виктора Пелевина «Жизнь насекомых» была взята пьеса братьев Чапек.
Александр Генис считает пьесу братьев Чапеков «Из жизни насекомых» предтечей романа Пелевина, поскольку в нём представлен тот же «энтомологический набор» — навозные жуки, муравьи, мотыльки.

## Сюжет

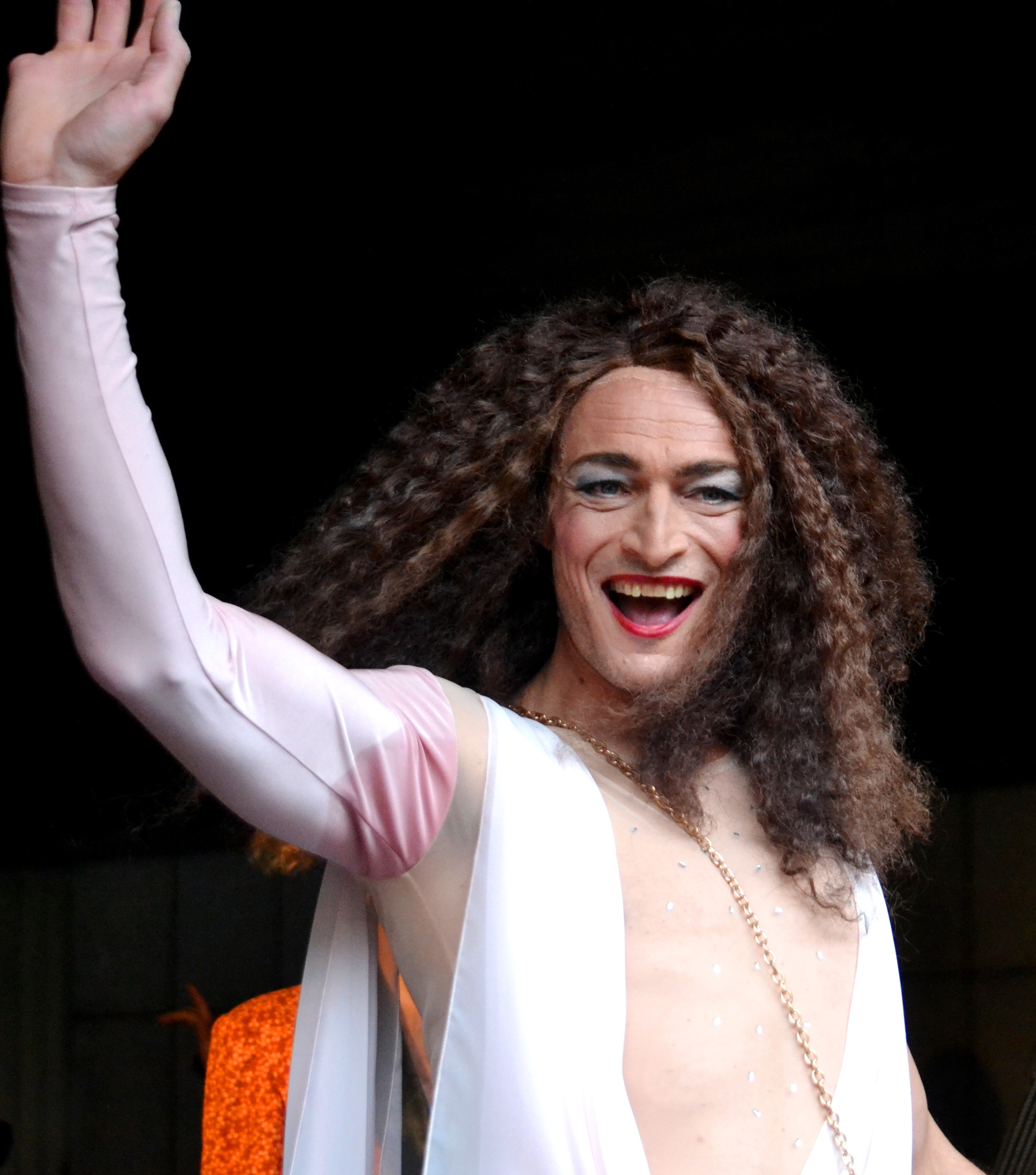
Карел Добры в роли бабочки Переливницы Ирис

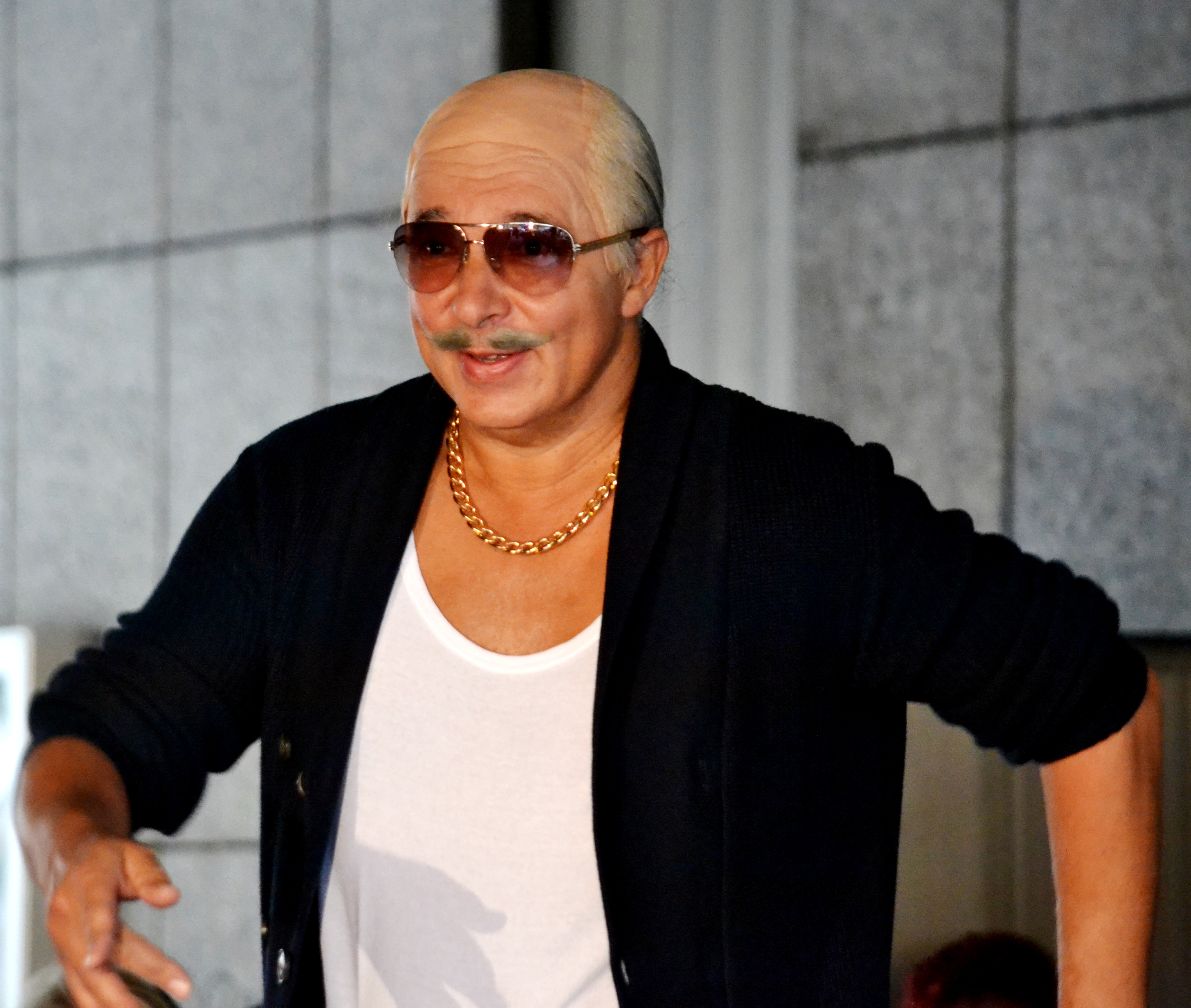
Владислав Бенеш в постановке пьесы

### Преамбула
Пьяный бродяга в разговоре с самим собой жалуется, что люди называют его «мужчиной», а сами они не потерпят подобного обращения к себе от него. Он решает, что если люди не хотят, чтобы к ним обращались таким образом, он будет считать их насекомыми. Появляется педант с сачком, который видит в вечной борьбе любви — порядок природы. Странник развивает эту идею в стихах.

### Первый акт
В первом акте странник появляется среди пяти бабочек (Ирис, Клития, Феликс, Виктор и Отакар). Это две пары и один поэт. Самки поочередно флиртуют с обеими бабочками и в конце концов улетают с другой бабочкой. Одна возвращается через некоторое время, потому что ее возлюбленного съела птица. Она недовольна тем, что ему придется откладывать яйца, ставшие результатом его любви, и улетает на поиски другой бабочки. Бабочка поэта остается одна, потому что ему не удалось заманить в свои стихи ни одну женщину.

### Второй акт
Во втором акте появляется пара жертв, катящих комок навоза, которому они ищут укрытие. Для них это драгоценное достояние и смысл жизни. Однако в поисках укрытия другая жертва крадет у них мяч. Не менее жаден и сверчок, который радуется, что еще одного сверчка съела птица, и он с женой, которая ждет потомства, может переехать в его квартиру. Но через некоторое время они оба становятся жертвами Наездника рогохвоста большого, который создает запасы пищи для своей дочерней личинки. В конце концов, паразит съест личинку даже с припасами, созданными ее отцом.

### Третий акт
Третий акт посвящен муравьям, которые работают в быстром темпе и не смотрят на других особей. Многие подчиняются темпам работы и умирают ради общего благополучия. Всю общину возглавляет слепой муравей, который показывает скорость работы счетом до четырех. Поскольку одни муравьи жаждут больших территорий и доминируют над другими видами муравьев, они сражаются с желтыми муравьями — единственным видом, который они еще не победили или не уничтожили. В конце концов он выигрывает войну. Вождь желтых муравьев-победителей объявляет себя «правителем вселенной», затем молится Богу и говорит о национальной чести, деловых интересах и истории. Затем бродяга наступает на него с ненавистными словами.

### Эпилог
Бродяга просыпается в темноте. Вдруг он загорается, и бродяга видит рой поденок, которые радуются жизни и умирают, танцуя. Куколка из второго акта тоже превращается в подёнку и в конце концов умирает.
В конце концов, бродяга умирает, и за его смертью наблюдают две равнодушные улитки. В лес приходит лесоруб и выражает мысль, что когда один человек умирает, другой рождается.

## Особенности
Драма также предлагает альтернативный финал, в котором бродяга не умирает, но после того, как улитки уходят, он просыпается и обнаруживает, что все ему просто казалось. Когда появляются лесорубы, ему предлагают работу, и странник интегрируется в общество.

## Переводы
- Английский: Пол Селвер
- Словацкий: Мило Урбан
- Русский: Юрий Молочковский

## Приспособление
- 1987: Опера из жизни насекомого (Ян Циккер на собственное либретто)
- 1985—1987: Опера Hyönteiselämää (Калеви Ахо на его собственное либретто)
- Путешествие слепого змея за правдой (1917) - мета-роман Ладислава Климы со схожей идеей.
- Жизнь насекомых (1993) - роман Виктора Пелевина.
- 2018: Фильм Насекомые, своевольная адаптация Яна Шванкмайера.